# Critics' Choice Television Award de melhor atriz em série dramática
O Critics' Choice Television Award de melhor atriz em série dramática é um prêmio oferecido pela associação de críticos norte-americanos de cinema,para as melhores interpretações femininas na televisão.

## 2010
| Ano      | Vencedora          | Série                       | Personagem                                                                                               |
| -------- | ------------------ | --------------------------- | --- |
| 2011     | Julianna Margulies | The Good Wife               | Alicia Florrick                                                                                          |
| 2011     | Connie Britton     | Friday Night Lights         | Tami Taylor                                                                                              |
| 2011     | Mireille Enos      | The Killing                 | Det. Sarah Linden                                                                                        |
| 2011     | Elisabeth Moss     | Mad Men                     | Peggy Olson                                                                                              |
| 2011     | Katey Sagal        | Sons of Anarchy             | Gemma Teller Morrow                                                                                      |
| 2011     | Anna Torv          | Fringe                      | Olivia Dunham                                                                                            |
| 2012     | Claire Danes       | Homeland                    | Agente Carrie Mathison                                                                                   |
| 2012     | Michelle Dockery   | Downton Abbey               | Lady Mary Crawley                                                                                        |
| 2012     | Julianna Margulies | The Good Wife               | Alicia Florrick                                                                                          |
| 2012     | Elisabeth Moss     | Mad Men                     | Peggy Olson                                                                                              |
| 2012     | Emmy Rossum        | Shameless                   | Fiona Gallagher                                                                                          |
| 2012     | Katey Sagal        | Sons of Anarchy             | Gemma Teller Morrow                                                                                      |
| 2013     | Tatiana Maslany    | Orphan Black                | Sarah Manning, Beth Childs, Alison Hendrix, Cosima Niehaus, Rachel Duncan, Katja Obinger, Helena         |
| 2013     | Claire Danes       | Homeland                    | Agente Carrie Mathison                                                                                   |
| 2013     | Vera Farmiga       | Bates Motel                 | Norma Bates                                                                                              |
| 2013     | Julianna Margulies | The Good Wife               | Alicia Florrick                                                                                          |
| 2013     | Elisabeth Moss     | Mad Men                     | Peggy Olson                                                                                              |
| 2013     | Keri Russell       | The Americans               | Elizabeth Jennings                                                                                       |
| 2014     | Tatiana Maslany    | Orphan Black                | Sarah Manning, Alison Hendrix, Cosima Niehaus, Rachel Duncan, Jennifer Fitzsimmons, Tony Sawicki, Helena |
| 2014     | Lizzy Caplan       | Masters of Sex              | Virginia E. Johnson                                                                                      |
| 2014     | Vera Farmiga       | Bates Motel                 | Norma Bates                                                                                              |
| 2014     | Julianna Margulies | The Good Wife               | Alicia Florrick                                                                                          |
| 2014     | Keri Russell       | The Americans               | Elizabeth Jennings                                                                                       |
| 2014     | Robin Wright       | House of Cards              | Claire Underwood                                                                                         |
| 2015     | Taraji P. Henson   | Empire                      | Cookie Lyon                                                                                              |
| 2015     | Viola Davis        | How to Get Away with Murder | Professor Annalise Keating                                                                               |
| 2015     | Vera Farmiga       | Bates Motel                 | Norma Louise Bates                                                                                       |
| 2015     | Eva Green          | Penny Dreadful              | Vanessa Ives                                                                                             |
| 2015     | Julianna Margulies | The Good Wife               | Alicia Florrick                                                                                          |
| 2015     | Keri Russell       | The Americans               | Elizabeth Jennings                                                                                       |
| 2016     | Carrie Coon        | The Leftovers               | Nora Durst                                                                                               |
| 2016     | Shiri Appleby      | Unreal                      | Rachel Goldberg                                                                                          |
| 2016     | Viola Davis        | How to Get Away with Murder | Professora Annalise Keating                                                                              |
| 2016     | Eva Green          | Penny Dreadful              | Vanessa Ives                                                                                             |
| 2016     | Taraji P. Henson   | Empire                      | Cookie Lyon                                                                                              |
| 2016     | Krysten Ritter     | Jessica Jones               | Jessica Jones                                                                                            |
| 2016 (2) | Evan Rachel Wood   | Westworld                   | Dolores Abernathy                                                                                        |
| 2016 (2) | Caitriona Balfe    | Outlander                   | Claire Fraser                                                                                            |
| 2016 (2) | Viola Davis        | How to Get Away with Murder | Professor Annalise Keating                                                                               |
| 2016 (2) | Tatiana Maslany    | Orphan Black                | Diversos Personagens                                                                                     |
| 2016 (2) | Keri Russell       | The Americans               | Elizabeth Jennings                                                                                       |
| 2016 (2) | Robin Wright       | House of Cards              | Claire Underwood                                                                                         |
| 2018     | Elisabeth Moss     | The Handmaid's Tale         | June Osborne / Offred                                                                                    |
| 2018     | Caitriona Balfe    | Outlander                   | Claire Fraser                                                                                            |
| 2018     | Christine Baranski | The Good Fight              | Diane Lockhart                                                                                           |
| 2018     | Claire Foy         | The Crown                   | Rainha Elizabeth II                                                                                      |
| 2018     | Tatiana Maslany    | Orphan Black                | Diversos Personagens                                                                                     |
| 2018     | Robin Wright       | House of Cards              | Claire Underwood                                                                                         |
| 2019     | Sandra Oh          | Killing Eve                 | Eve Polastri                                                                                             |
| 2019     | Jodie Comer        | Killing Eve                 | Villanelle / Oksana Astankova                                                                            |
| 2019     | Maggie Gyllenhaal  | The Deuce                   | Eileen Merrell / Candy                                                                                   |
| 2019     | Elisabeth Moss     | The Handmaid's Tale         | June Osborne / Offred                                                                                    |
| 2019     | Elizabeth Olsen    | Sorry for Your Loss         | Leigh Shaw                                                                                               |
| 2019     | Julia Roberts      | Homecoming                  | Heidi Bergman                                                                                            |
| 2019     | Keri Russell       | The Americans               | Elizabeth Jennings                                                                                       |
| 2020     | Regina King        | Watchmen                    | Angela Abar / Sister Night                                                                               |
| 2020     | Christine Baranski | The Good Fight              | Diane Lockhart                                                                                           |
| 2020     | Olivia Colman      | The Crown                   | Rainha Elizabeth II                                                                                      |
| 2020     | Jodie Comer        | Killing Eve                 | Villanelle / Oksana Astankova                                                                            |
| 2020     | Nicole Kidman      | Big Little Lies             | Celeste Wright                                                                                           |
| 2020     | Mj Rodriguez       | Pose                        | Blanca Evangelista                                                                                       |
| 2020     | Sarah Snook        | Succession                  | Siobhan "Shiv" Roy                                                                                       |
| 2020     | Zendaya            | Euphoria                    | Rue Bennett                                                                                              |

## 2020
| Ano  | Vencedora          | Série                    | Personagem               |
| ---- | ------------------ | ------------------------ | ------------------------ |
| 2021 | Emma Corrin        | The Crown                | Diana, Princesa de Gales |
| 2021 | Olivia Colman      | The Crown                | Rainha Elizabeth II      |
| 2021 | Claire Danes       | Homeland                 | Carrie Mathison          |
| 2021 | Laura Linney       | Ozark                    | Wendy Byrde              |
| 2021 | Christine Baranski | The Good Fight           | Diane Lockhart           |
| 2021 | Jurnee Smollett    | Lovecraft Country        | Letitia "Leti" Lewis     |
| 2022 | Melanie Lynskey    | Yelowjackets             | Shauna Shipman (adulta)  |
| 2022 | Christine Baranski | The Good Fight           | Diane Lockhart           |
| 2022 | Katja Herbers      | Evil                     | Drª. Kristen Bouchard    |
| 2022 | Mj Rodriguez       | Pose                     | Blanca Evangelista       |
| 2022 | Chiara Aurelia     | Cruel Summer             | Jeanette Turner          |
| 2022 | Uzo Aduba          | In Treatment             | Drª. Brooke Taylor       |
| 2023 | Zendaya            | Euphoria                 | Rue Bennett              |
| 2023 | Christine Baranski | The Good Fight           | Diane Lockhart           |
| 2023 | Laura Linney       | Ozark                    | Wendy Byrde              |
| 2023 | Mandy Moore        | This Is Us               | Rebecca Pearson          |
| 2023 | Kelly Reilly       | Yellowstone              | Beth Dutton              |
| 2023 | Sharon Horgan      | Bad Sisters              | Eva Garvey               |
| 2024 | Sarah Snook        | Succession               | Siobhan "Shiv" Roy       |
| 2024 | Bella Ramsey       | The Last of Us           | Ellie Williams           |
| 2024 | Jennifer Aniston   | The Morning Show         | Alexandra "Alex" Levy    |
| 2024 | Reese Witherspoon  | The Morning Show         | Bradley Jackson          |
| 2024 | Aunjanue Ellis     | Justified: City Primeval | Carolyn Wilder           |
| 2024 | Keri Russell       | The Diplomat             | Katherine "Kate" Wyler   |
| 2025 | Kathy Bates        | Matlock                  | Madeline Matlock         |
| 2025 | Caitriona Balfe    | Outlander                | Claire Fraser            |
| 2025 | Shanola Hampton    | Found                    | Gabrielle "Gabi" Mosely  |
| 2025 | Keira Knightley    | Black Doves              | Helen Webb               |
| 2025 | Keri Russell       | The Diplomat             | Katherine "Kate" Wyler   |
| 2025 | Anna Sawai         | Shōgun                   | Toda Mariko              |